# Lithospermeae
Lithospermeae es una tribu de plantas perteneciente a la subfamilia Boraginoideae.

## Géneros
| - Aegonychon - Alkanna - Arnebia - Buglossoides - Cerinthe - Echiochilon | - Huynhia - Lithodora - Lithospermum - Macrotomia - Mairetis | - Moltkia - Moltkiopsis - Neatostema - Onosma - Paramoltkia |